# (4054) Turnov
(4054) Turnov es un asteroide perteneciente al cinturón de asteroides, descubierto el 5 de octubre de 1983 por Antonín Mrkos desde el Observatorio Kleť, České Budějovice, República Checa.

## Designación y nombre
Designado provisionalmente como 1983 TL. Fue nombrado Turnov en homenaje a Turnov ciudad checa.